# I"s
I''s (reso graficamente come Is̎) è un manga shōnen scritto e disegnato da Masakazu Katsura e pubblicato tra il 1997 e il 2000 sulla rivista di Shūeisha Weekly Shōnen Jump in 143 capitoli raccolti in 15 volumi, pubblicati tra il settembre 1997 e il luglio 2000. Ichitaka Seto è un ragazzo timido e innamorato della sua compagna di classe Iori Yoshizuki ma, a causa di un trauma vissuto anni prima, non riuscirà a confessare i propri sentimenti; per un colpo di fortuna, riuscirà ad allacciare i rapporti con lei.
Dal manga sono stati realizzati due serie di OAV, la prima, From I''s, nel 2002 e la seconda, I''s Pure, tra il 2005 ed il 2006. Sia il manga sia le due serie di OAV animate sono state tradotte e pubblicate in altre lingue.

## Trama
Seto Ichitaka, uno studente di liceo, è innamorato della sua compagna di classe Iori Yoshizuki, una modella e aspirante attrice di teatro, a cui non riesce a confessare i suoi sentimenti a causa di un trauma subito in passato da una ragazza per cui aveva un'infatuazione che l'aveva brutalmente respinto. Grazie a un colpo di fortuna, entra in coppia con Iori per il comitato organizzato per lo spettacolo di benvenuto dei nuovi studenti, coppia a cui la ragazza dà il nome I''s, dal nome dei due ragazzi. Seto riesce così ad allacciare un rapporto con lei, tentando di capire se Iori corrisponde i suoi sentimenti.

## Personaggi
- Ichitaka Seto (瀬戸 一貴?, Seto Ichitaka): è un ragazzo timido e riservato, il protagonista della storia. Adora Iori, ma non riesce a dichiararsi, mentre Itsuki e Izumi gli mettono spesso i bastoni tra le ruote. Subisce da piccolo un brutto trauma dopo una confessione a una bambina, Miyoko, finita molto male, dopo la quale però diventa il fidanzato di Itsuki.
- Iori Yoshizuki (葦月 伊織?, Yoshizuki Iori): è una ragazza gentile e sensibile di sedici anni di una bellezza fuori dal comune. Lavora come attrice e fotomodella.
- Itsuki Akiba (秋葉 いつき?, Akiba Itsuki): è una ragazza sopra le righe, con un carattere esuberante opposto rispetto a quello di Iori. È un'amica d'infanzia di Ichitaka. Da piccola si è dovuta trasferire in America interrompendo ogni rapporto con il suo amico, proprio quando stava per nascere una relazione. Nonostante la distanza i suoi sentimenti per il giovane non sono mutati.
- Yasumasa Teratani (寺谷 靖雅?, Teratani Yasumasa): è un ragazzo, amico di Ichitaka, citato quasi sempre solo per cognome, lo aiuta e lo consiglia, anche se a volte si fa beffe di lui con scherzi di dubbio gusto. Prova un vago interesse per Itsuki e piace a Yuka Moriaki, che si innamora di lui. Ha un cugino di nome Takamasa.
- Izumi Isozaki (磯崎 泉?, Isozaki Izumi): è una ragazza molto simile d'aspetto a Iori. Incontra Seto al mare e se ne innamora, aggiungendo ulteriori complicazioni alla relazione tra Iori e Ichitaka; per la sua testardaggine assomiglia molto a Itsuki come Iori stessa dice, ma si scopre che può andare molto più in là pur di raggiungere il suo scopo. Nell'ultima parte della storia si riduce a personaggio secondario, seppur continuando a giocare un ruolo determinante nella narrazione. Alla sua comparsa in scena ha i capelli lunghi, che diventano a caschetto e poi lunghi fino alle spalle.
- Aiko Aso (麻生 藍子?, Asō Aiko): è una ragazza, vicina di casa di Seto, praticamente sosia di Iori. Le due diventano amiche, ma quando Aso scopre di essere d'ostacolo alla relazione tra Seto e Iori, decide di traslocare, ma non prima di avergli confessato il suo amore.
- Nami Tachiba: è una ragazza, amica di Iori, ha capelli lunghi e biondi, un carattere forte ed autoritario. Ha l'hobby di rimorchiare ragazzi, per questo viene citata come versione al femminile di Teratani, un tipo abbastanza depravato e che regge poco l'alcol.
- Jun Koshinae (越苗 純?, Koshinae Jun): è un ragazzo, amico di Seto, di gran lunga più maturo di Teratani, anche lui aiuta Seto a relazionarsi con Iori, compare durante il viaggio a Tokyo dove si scopre che è omosessuale ed ha una cotta per il professor Hiromi.
- Hiromi "Higemi" Hanazono: è il docente di letteratura nel corso C del liceo Wanda, barbuto e odiato per le sue battute di pessimo gusto ed è soprannominato Higemi per via della sua barba.

## Media

### Manga

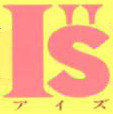
Logo della serie

I''s è stato pubblicato sulla rivista Weekly Shōnen Jump di Shūeisha a partire dal numero 19 uscito il 21 aprile 1997 fino al numero 24, pubblicato il 29 maggio 2000. I capitoli pubblicati su rivista sono stati 143, raccolti in 15 volumi tankōbon pubblicati tra il 4 settembre 1997 e il 9 luglio 2000. Il manga è stato poi ripubblicato in due ulteriori edizioni: una prima edizione kanzenban di 12 volumi, pubblicata tra il 19 dicembre 2005 e il 19 luglio 2006, e una seconda edizione di nove volumi pubblicati tra il 17 agosto 2012 e il 18 gennaio 2013.
Il manga è stato tradotto e pubblicato in diversi paesi. Viz Media ha tradotto in inglese pubblicando i 15 volumi tra il 15 aprile 2005 e il 4 settembre 2007 in formato cartaceo e tra il 12 novembre 2013 e il 25 febbraio 2014 in formato e-book, Planeta DeAgostini ha tradotto la serie in spagnolo tra il 1999 e il 2001 in un'edizione da 30 volumi, Tong Li Publishing ha pubblicato la serie in Taiwan tra il 25 marzo 1998 e il 15 settembre 2000 e poi l'edizione kanzenban in 12 volumi tra il 28 marzo 2008 e il 5 febbraio 2009, in Francia da Editions Tonkam tra il gennaio 2000 e il marzo 2001 in un'edizione da 9 volumi e poi l'edizione kanzenban da 12 volumi tra il 20 giugno 2007 e il 24 febbraio 2010 e in Messico da Grupo Editorial Vid in 30 volumi tra l'11 aprile 2003 e il 21 maggio 2004. In Italia, il manga è stato pubblicato sulla testata Express di Star Comics dal luglio 1998 al settembre 2000 con cadenza mensile ma interrotta a causa della chiusura della testata; il manga è stato poi ripreso da ottobre 2000 con la pubblicazione dei 15 volumi monografici con cadenza bimestrale fino al febbraio 2003.
| Nº | Titolo italiano Giapponese 「Kanji」 - Rōmaji | Data di prima pubblicazione         | Data di prima pubblicazione |
| Nº | Titolo italiano Giapponese 「Kanji」 - Rōmaji | Giapponese                          | Italiano                    |
| 1  | I''s 1 「アイズ 1」                           | 4 settembre 1997 ISBN 4-08-872411-9 | 1º ottobre 2000             |
| 2  | I''s 2 「アイズ 2」                           | 4 novembre 1997 ISBN 4-08-872412-7  | 1º dicembre 2000            |
| 3  | I''s 3 「アイズ 3」                           | 24 dicembre 1997 ISBN 4-08-872506-9 | 1º febbraio 2001            |
| 4  | I''s 4 「アイズ 4」                           | 4 marzo 1998 ISBN 4-08-872531-X     | 1º aprile 2001              |
| 5  | I''s 5 「アイズ 5」                           | 1º maggio 1998 ISBN 4-08-872553-0   | 1º giugno 2001              |
| 6  | I''s 6 「アイズ 6」                           | 4 agosto 1998 ISBN 4-08-872592-1    | 1º agosto 2001              |
| 7  | I''s 7 「アイズ 7」                           | 2 ottobre 1998 ISBN 4-08-872617-0   | 1º ottobre 2001             |
| 8  | I''s 8 「アイズ 8」                           | 3 dicembre 1998 ISBN 4-08-872639-1  | 1º dicembre 2001            |
| 9  | I''s 9 「アイズ 9」                           | 4 marzo 1999 ISBN 4-08-872681-2     | 1º febbraio 2002            |
| 10 | I''s 10 「アイズ 10」                         | 3 giugno 1999 ISBN 4-08-872727-4    | 1º aprile 2002              |
| 11 | I''s 11 「アイズ 11」                         | 4 agosto 1999 ISBN 4-08-872747-9    | 1º giugno 2002              |
| 12 | I''s 12 「アイズ 12」                         | 4 novembre 1999 ISBN 4-08-872791-6  | 14 agosto 2002              |
| 13 | I''s 13 「アイズ 13」                         | 2 febbraio 2000 ISBN 4-08-872821-1  | 10 ottobre 2002             |
| 14 | I''s 14 「アイズ 14」                         | 4 aprile 2000 ISBN 4-08-872846-7    | 10 dicembre 2002            |
| 15 | I''s 15 「アイズ 15」                         | 4 luglio 2000 ISBN 4-08-872887-4    | 15 febbraio 2003            |

### OAV

#### From I''s
Dal manga è stata tratta una serie, non fedele all'opera originale, intitolata From I''s: Mō hitotsu no natsu no monogatari (フロム I''s アイズ 〜もうひとつの夏の物語〜? lett. "Un'altra storia estiva") in due OAV, pubblicati rispettivamente il 9 dicembre 2002 e il 19 marzo 2003, animati dallo studio Pierrot e da Arms Corporation, diretti da Yōsei Morino e con Kumi Sakuma, Takahiro Sakurai e Tamaki Nakanishi che hanno doppiato rispettivamente Iori, Seto e Itsuki. I due OAV sono stati pubblicati anche da Viz Media negli Stati Uniti in un DVD Box il 24 marzo 2009.

#### I''s Pure
I''s Pure è la seconda serie di OAV tratta dal manga di Katsura, trasposta fedelmente in 6 OAV pubblicati tra il 9 dicembre 2005 e il 23 giugno 2006. Diretto da Mamoru Kanbe e animato nuovamente dallo studio Pierrot e da Arms Corporation, il doppiaggio dei personaggi di Seto, Iori e Itsuki sono stati riassegnati, rispettivamente, a Katsuhito Nomura, Shizuka Itou e Asuka Nanase. La serie di OAV è stata pubblicata anche in Italia da Kazé e negli Stati Uniti da Viz Media, in un DVD Box pubblicato il 24 marzo 2009.
| Nº | Titolo italiano Giapponese 「Kanji」 - Rōmaji | Pubblicazione    | Pubblicazione |
| Nº | Titolo italiano Giapponese 「Kanji」 - Rōmaji | Giapponese       |               |
| 1  | Au commencement 「始まり」 - Hajimari         | 9 dicembre 2005  |               |
| 2  | Souvenir 「回想」 - Kaisō                     | 27 gennaio 2006  |               |
| 3  | Adieu 「別れ」 - Wakare                       | 24 febbraio 2006 |               |
| 4  | Vertige 「めまい」 - Memai                    | 24 marzo 2006    |               |
| 5  | Declaration d'amour 「告白」 - Kokuhaku       | 26 maggio 2006   |               |
| 6  | Ensemble 「一緒に」 - Isshoni                 | 23 giugno 2006   |               |

### Altri media
Nell'ottobre 1998 è stata pubblicata una light novel dal titolo I''s - Il cuore ferito scritta da Sukehiro Tomita e contenente illustrazioni di Katsura e pubblicato anche in Italia da Kappa edizioni.
Alcuni personaggi del manga sono presenti nel videogioco Jump Ultimate Stars.

## Accoglienza
In un sondaggio di Cobs Online, I''s risulta al primo posto tra i manga che gli intervistati maschili desidererebbero venisse trasposta in un live-action di Shōnen Jump. Sul sito AnimeClick.it, risulta al 20º posto tra gli shōnen degli anni 90 più apprezzata dagli utenti del sito.
Il manga viene paragonato spesso a Video Girl Ai, precedente opera dell'autore che riscosse notevole successo e anch'essa una commedia romantica: entrambe le opere si assomigliano per rispettare i canoni del genere, come il triangolo amoroso che si forma tra i personaggi, e per avere una forte presenza di ecchi con i personaggi femminili in pose spinte o semi nude e due protagonisti, Seto e Yota, sempre indecisi e inclini al fraintendimento. In I''s però, diversamente dal solito, la narrazione continua dopo il fidanzamento di Iori e Seto, mostrando pensieri più maturi e seri diversamente dal tono comico e leggero della prima parte.